# Багатодобові і багатоденні (етапні) пробіги
Багатодобові і багатоденні (етапні) пробіги зазвичай або розділені на щоденні етапи певної довжини або часу, або ж бігуни можуть розділяти їх на свій розсуд. Багатоденні пробіги можуть варіюватися від безперервного 48-годинного бігу до трансконтинентальних пробігів.

## За марафон
Наддовгі дистанції можуть бути розділені на три великі категорії: традиційний марафон, ультрамарафон — будь-який біг більше марафону, і власне багатоденні пробіги, які починаються з 48-годинного бігу і можуть тривати практично до нескінченності, часто від шести днів до 3100 миль і більше.
Пробіги до 30 годин і більше, вважаються типовим ультрамарафоном, наприклад Бедвотер.

## Типи пробігів
Чимало багатоденних пробігів проводиться на трасах або виміряних колах, що полегшує надання допомоги і підтримки бігунам. Альтернатива — етапні пробіги; до них належать пробіги зі стартом і фінішем в різних місцях, таких як Транс-Америка, що перетинає північноамериканський континент від узбережжя до узбережжя, і Марш Гобі, сім днів подорожі по пустелі Гобі, Екстремальний марафон Калахарі Augrabies (Kalahari Augrabies Extreme Marathon), 7-денний, 250-км пробіг по пустелі Калахарі, та Юкон Арктик Ультра, пробіг на 430/300/100/26 миль через Юкон в розпал зими.
Серед багатоденних пробігів — Транс-Європа, що проходила на трасі Лісабон — Москва у 2003 році, на дистанції близько 5100 кілометрів. Ці пробіги виводять бігуна на інший рівень, де біг стає способом життя і де харчування, сон, енергія і психічний стан повинні ретельно регулюватися. 3100 миль самоперевершення — найдовший сертифікований пробіг у світі.

## Минуле
Золота ера багатоденних пробігів йде корінням в 1870-ті — 1880-ті роки. Тоді вони проводилися в критих приміщеннях і на них розігрувалися суттєві призи. Відомі як скороходи, ці спортсмени встановили рекорди, деякі з яких поліпшені зовсім недавно. Влітку 1809 року в Ньюмаркеті, Англія, Роберт Барклай Аллардіс, відоміший як капітан Барклай, подолав 1000 миль. Щогодини він пробігав/проходив мінімально одну милю (1,6 км).

### 6-денний біг
Найпоширенішим у цю епоху був 6-денний біг, який проходив з понеділка по суботу з днем відпочинку у неділю. У 1878 році сер Джон Дагдейл Естлі створив серію з п'яти міжнародних 6-денних пробігів, в якій конкуренти боролися за Пояс Естлі (Astley Belt). Два найкращих бігуна, американець Едвард Пейсон Вестон, який пробіг 500 миль (804 км) за 6 днів, і англієць Чарлз Ровелл, що пробіг 241 км в перший день 6-денного бігу в 1880-х.
На початок 1890-х років, громадський ентузіазм до таких подій переключився на велогонки, і захоплення багатоденними пробігами прийшло до кінця. Інтерес знову виріс наприкінці 1920-х, з появою пробігів Транс-Америка. Ці були трансконтинентальні етапні пробіги, які надихнули нове покоління долати величезні відстані. Призи у цих пробігах були невеликі, і інтерес до них повторно повернувся тільки в 1980-х роках. У 1980 році листоноша Дон Чой з Сан-Франциско організував перший сучасний 6-денний біг на стадіоні в Вудсайді (Каліфорнія).

## Сьогодення
Останнім часом серед багатоденних пробігів можна виділити австралійські Сідней — Мельбурн, який проводився в 1983—1991, і Колак (1983—2006), в 2004 році перейменований на 6-денний біг Кліфа Янга.
Команда Шрі Чінмоя проводить щорічно в США кілька багатоденних пробігів: 6- і 10-денні пробіги, 3100 миль, 700-, 1000- і 1300 миль Ультра Тріо (зараз не проводиться), і кілька 24- і 48-годинних пробігів в Європі, Азії, Австралії та Нової Зеландії. Існують також Транс-Галлія, Транс-Німеччина, Транс-Корея, а також часом Транс-Ам і Транс-Австралія, і кілька 6-денних пробігів в Європі та Південній Африці.

## Рекорди
Починаючи з 1 січня 2022 року ІАЮ припиняє реєстрацію світових рекордів на дистанціях, що довші за 48 годин.

## Відомі скороходи
- Едвард Пейсон Вестон[en]
- Даніель О'Лірі
- Чарлз Ровелл[en]
- Фред Хічборн
- Джордж Літлвуд[en]
- Роберт Барклай Аллардіс[en]

## Відомі бігуни
- Жиланбаєв Марат Толегенович, семиразовий рекордсмен Книги рекордів Гіннеса, майстер спорту міжнародного класу.
- Террі Фокс, всесвітньо відомий канадський активіст з підтримки онкохворих. У 1980 році він, будучи хворий на рак і з протезом замість правої ноги, пробіг 5373 км за 143 днів по Канаді
- «Ашпріанал» Пекка Аалто[en]
- Шупраба Бекйорд[en]
- Сенді Барвік[en]
- Дон Чой[fr]
- «Дипалі» Катрін Куннінгхем[en]
- Серж Жирар[en], рекордсмен транс-США (1997), транс-Південної Америки (2001), транс-Африки (2003/2004) і транс-Євразії (2005/2006)
- Ал Хові[en]
- Рімас Якелайтіс
- Яніс Курос
- Ахим Хойкемес[en], рекордсмен транс-Австралії
- «Шураша» Паула Майрер[en]
- Лорна Мішель (Lorna Michael), перша жінка, що подолала повний транс-США (1993)
- Стью Міттльман[en], рекордсмен США у 6-добовому бігу (578 миль)
- Вольфганг Шверк
- Вільям Сіхель[en], світовий #1 у 6-добовому бігу в 2009 році, рекордсмен світу (M55)
- Семюел Томпсон, пробіг 1310 миль в 50 послідовних марафонах (19 серпня, 2006)

## Відомі багатоденні пробіги
- Марш Гобі[en] Atacama Crossing, Gobi March, Sahara Race, The Last Desert[3]
- 6 Jours d'Antibes[en]
- Across The Years[en]
- Athens International Ultramarathon Festival[en]
- Cliff Young Australian 6-day race[en] (не проводиться з 2006 року[4])
- Marathon of Ontario Summer Edition (Moose)[5]
- Marathon des Sables[en]
- 6- і 10-денний пробіги самоперевершення
- Біг на 3100 миль самоперевершення
- Спартатлон
- 48 годин Сюржеру
- Trans Europe Foot Race 2009[en]
- Vienna-Bratislava-Budapest Supermarathon[en]
- Kalahari Augrabies Extreme Marathon[en][6]
- UltraCentric[en]
- Biegiem przez Polske[7]

## Виноски
1. ↑  http://www.sixdayrace.com.au. Архів оригіналу за 16 січня 2008. Процитовано 21 лютого 2019. {{cite web}}: Зовнішнє посилання в |title= (довідка) [Архівовано 2008-01-16 у Wayback Machine.]
2. ↑  IAU Records Committee (4 жовтня 2021). IAU World Records (IAU WR). iau-ultramarathon.org (англ.). Архів оригіналу за 7 жовтня 2021. Процитовано 7 жовтня 2021.
3. ↑  http://www.4deserts.com [Архівовано 21 лютого 2019 у Wayback Machine.] www.4deserts.com
4. ↑  sixdayrace.com.au. Архів оригіналу за 16 січня 2008. Процитовано 21 лютого 2019. [Архівовано 2008-01-16 у Wayback Machine.]
5. ↑  Архівована копія. Архів оригіналу за 23 березня 2021. Процитовано 26 травня 2022.{{cite web}}:  Обслуговування CS1: Сторінки з текстом «archived copy» як значення параметру title (посилання) [Архівовано 2021-03-23 у Wayback Machine.]
6. ↑  Архівована копія. Архів оригіналу за 22 жовтня 2018. Процитовано 26 травня 2022.{{cite web}}:  Обслуговування CS1: Сторінки з текстом «archived copy» як значення параметру title (посилання)
7. ↑  Архівована копія. Архів оригіналу за 1 квітня 2022. Процитовано 26 травня 2022.{{cite web}}:  Обслуговування CS1: Сторінки з текстом «archived copy» як значення параметру title (посилання)